# Елізабет фон Арнім
Елізабет фон Арнім (англ. Elizabeth von Arnim; ім'я при народженні — Мері Аннет Бошамп, англ. Mary Annette Beauchamp; 31 серпня 1866 — 9 лютого 1941) — британська письменниця, народжена в Австралії. В першому шлюбі — графиня фон Арнім-Шлагентін, за другим чоловіком — графиня Расселл. Перед публікацією першої книги змінила ім'я на Елізабет, з того часу її незмінно називають Елізабет фон Арнім.  Писала також під псевдонімом Аліса Чолмонделі.

## Біографія
Вона народилася в будинку своєї сім'ї в Кіррібілі (нині — частина Сіднея), Австралія. Коли їй було три роки, сім'я повернулася до Англії, де й пройшло її дитинство. Її батьками були Генрі Еррон Бошапм (1825—1907), купець, та Елізабет Вайс Ласеттер (1836—1919). Вона мала чотирьох братів і сестру, а також кузину з Нової Зеландії, Кетлін Бошамп, яка згодом вийшла заміж за письменника Джона Міддлтона Меррі та писала під псевдонімом Кетрін Менсфілд.
У 1891 році Елізабет вийшла заміж за графа Хеннінга Августа фон Арнім-Шлагентіна, прусського аристократа, якого  зустріла під час поїздки з батьком до Італії. Спочатку подружжя мешкало в Берліні, а згодом переїхало в сільську місцевість — в Нассенхойде, Померанія (нині територія Польщі), до родового маєтку. У пари було п'ятеро дітей — чотири дочки та син. Вчителями дітей були Едвард Форстер і Г'ю Волпол. 
У 1908 році Арнім залишила Нассенхойде та повернулася до Лондона.  Граф фон Арнім помер в 1910 році, і в тому ж році вона переїхала в Рандонь (Швейцарія), де  побудувала будиночок Шале Солей і розважалась з друзями з літературного товариства.  З 1910 до 1913 року вона була коханкою романіста Герберта Уеллса.  У 1916 році вона вийшла заміж за Джона Френсіса Стенлі Расселла, 2-го графа Расселла, старшого брата Бертрана Расселла. Але шлюб виявився невдалим, постійні сварки стали причиною розриву стосунків та від'їзду Елізабет до Сполучених Штатів в 1919 році (хоча офіційно вони ніколи не розлучилися до смерті Френка в 1931 році). У 1920 році в неї почався роман з Олександром Стюартом Фрером-Рівзом (1892—1984), британським видавцем, який був майже на 30 років молодший за неї; він згодом одружився і назвав свою єдину дочку Елізабет на її честь. 
Після від'їзду з Німеччини, вона мешкала в Лондоні, Франції та Швейцарії.  У 1939 році, з початком Другої світової війни, вона повернулася в Сполучені Штати, де й померла від грипу в ізоляторі Ріверсайд в Чарлстоні, Південна Кароліна, 9 лютого 1941 року, у віці 74 років. ЇЇ кремували на кладовищі Форт Лінкольн, штат Меріленд, і в 1947 році її прах було перевезено до Англії, де й поховано разом з прахом її брата Сіднея на кладовищі Сент-Маргарет, Тайлорс Грін, Пенн, Бакінгемшир. На надгробній плиті викарбовано напис латиною: parva sed apta (невелика, але придатна, натякаючи на її невисокий зріст).

## Письменницька кар'єра
Шукаючі розради від нещасливого шлюбу (її перший чоловік мав борги, сума яких постійно збільшувалась, через що він був відправлений до в'язниці за шахрайство), вона, взявши псевдонім "Елізабет", розпочала кар'єру як письменниця, опублікувавши напів-автобіографічний сатиричний роман «Елізабет і її німецький сад» (1898). Цей твір, в якому авторка детально описала створення саду та спроби інтегруватися в німецьке вище товариство, мав великий успіх і був перевиданий двадцять разів в тому ж році. Напів-автобірграфічним був і її другий роман під назвою «Самотнє літо» (1899). Наступні її романи «Благодійниця» (1901), «Віра» (1921) та «Любов» (1925) також були напів-автобіографічні. В інших творах, таких як «Два тижня з життя принцеси  Прісцилли» (1905) та «Фрейлейн Шмідт і містер Анструтер» (1907) показано протиставлення англійського та німецького характерів та дотепні спостереження з життя провінційної Німеччини. Вона написала близько двадцяти книг, спершу вона їх підписувала "від автора «Елізабет і її німецький сад», а пізніше просто "Елізабет". Незважаючи на те, що вона ніколи не писала офіційної автобіографії, її книга «Всі собаки в моєму житті» (1936), де описано її любов до домашніх тварин, містить багато спостережень того кола суспільства, частиною якого вона була.

## Визнання
Її роман «Віра» (1921), трагікомічний сюжет якого засновувався на її згубному шлюбі з графом Расселом, був сприйнятий досить критично. Джон Міддлтон Меррі означив його як «Буремний перевал» Джейн Остін. Її роман «Зачарований квітень» (1922), який було написано після  місячної відпустки на Італійській Рив'єрі, є, мабуть, найлегшим і найбільш життєрадісним з усіх її романів, він був адаптований для сцени і екрану: як вистава на Бродвеї в 1925 році; як повнометражний фільм (з Енн Гардінг, Френком Морганом та Кетрін Александер в головних ролях) в 1935 році, що не користувався особливою популярністю; більш вдалою виявилася екранізація 1991 року, фільм отримав три номінації на Оскар (у головній ролях Міранда Річардсон, Джозі Лоуренс, Джим Бродбент та Джоан Плоурайт); як вистава 2003 року, яка була нагороджена премією Tony; музичний спектакль у 2010 році; а в 2015 році як  серіал на BBC Radio 4.
Теренс де Вер Вайт зазначив, що саме роман «Зачарований квітень» допоміг італійському курорту Портофіно прославитись на весь світ та привабити туристів.  Він також користується найбільшим попитом з усіх її робіт, ставши "книгою місяця" в Америці після публікації. 
Її роман «Містер Скеффінгтон» (1940) було екранізовано кінокомпанією «Warner Bros.» в 1944 році з Клодом Рейнсом і Бетті Девіс в головних ролях.
1983 року, британський видавець Віраго  передрукував збірку її романів з передмовами сучасних письменників. Деякі письменники намагаються стверджувати, що вона в певному роді феміністка,  «Читацька енциклопедія» повідомляє, що багато з її більш пізніх романів це просто "вичерпані здійснення". Можливо, найкращий приклад саркастичної дотепності фон Арнім і незвичайного ставлення до життя, міститься в одному з її листів: «Я така рада, що я не померла з різних приводів, коли я щиро бажала цього; можливо, я б пропустила багато прекрасної погоди».

## Ланки
- Твори Elizabeth Von Arnim у проєкті «Гутенберг»
- Твори та інформація про Елізабет фон Арнім у Інтернет-архіві
- Твори та інформація про Mary Annette Beauchamp у Інтернет-архіві
- Шаблон:Librivox author
- Article about Elisabeth von Arnim on Gmina Dobra Website. Архів оригіналу за 10 червня 2016. Процитовано 30 жовтня 2015. (англ.)